# Belasting van personenauto's en motorrijwielen
Belasting van personenauto's en motorrijwielen of BPM is een indirecte belasting die moet worden betaald wanneer een personenauto, bestelauto of motorrijwiel in Nederland geregistreerd wordt. Ook moet voor de niet in Nederland geregistreerde personenauto's, bestelauto's en motorrijwielen, waarmee een Nederlands ingezetene in Nederland op de weg rijdt, BPM worden betaald. Voor bestelauto's van ondernemers geldt een vrijstelling en gehandicapten kunnen de BPM op hun bestelauto onder bepaalde voorwaarden terugkrijgen.
De Wet op de belasting van personenauto's en motorrijwielen 1992 (kortweg wet op de BPM) is een Nederlandse wet van 24 december 1992. De wet regelt de belasting die de Nederlandse overheid heft met betrekking tot personenauto's en motorrijwielen. Per 1 juli 2005 valt ook de bestelauto hieronder.
De betaling van de BPM voor een via een autobedrijf aangeschafte nieuwe personenauto of motorrijwiel wordt geregeld door de importeur. De dealer zet de BPM op de factuur aan de klant en sluist het bedrag door aan de importeur, die de belasting aan de belastingdienst voldoet.
In 2018 leverde de BPM de staatskas 2,3 miljard euro op.

## Geschiedenis
Bij de invoering van de btw in de jaren zestig werd het normale tarief op 12% vastgesteld. Dit zou een prijsverlaging betekenen voor auto's en andere luxe goederen waar meer belasting over werd geheven. De regering wilde dit voorkomen met een speciaal btw-tarief voor producten van 'buitensporige luxe'. Uiteindelijk werd niet gekozen voor een speciaal btw-tarief maar voor een tijdelijke bijzondere verbruiksbelasting die langzaam zou worden verlaagd naar het niveau van het normale btw-tarief. De bijzondere verbruiksbelasting daalde echter niet en werd in 1992 opgevolgd door de BPM.
Midden jaren tweeduizend zocht de Nederlandse overheid naar een andere manier van belasten van de auto, mede onder druk van het Europees Parlement om belastingen in verschillende landen gelijk te trekken. Ook toenemende luchtvervuiling in met name de binnensteden en zorgen over de CO2-uitstoot speelden een belangrijke rol. Uiteindelijk is de BPM sinds 2013 een belasting geworden die vrijwel geheel gebaseerd is op de CO2-uitstoot.

## Belastbaar feit
Ter zake van de registratie van een personenauto, motorrijwiel of een bestelauto in de daarvoor bestemde registers (aangewezen door de Wegenverkeerswet 1994) wordt belasting geheven. Ook wordt belasting geheven ter zake van de aanvang van het gebruik van de Nederlandse weg met een niet in Nederland geregistreerd voertuig door een Nederlands ingezetene.
De wet op de BPM definieert de te belasten voertuigen als volgt:
- Personenauto: motorrijtuig op drie of meer wielen met uitzondering van autobussen, bestelauto's en motorrijtuigen die niet zijn ingericht voor het personenvervoer en met een toegestane maximummassa van meer dan 3500 kg.
- Autobus: motorrijtuig dat ingericht is voor het vervoer van meer dan acht personen exclusief de bestuurder.
- Bestelauto: motorrijtuig met een laadruimte die niet is ingericht voor het vervoer van personen, die in het geheel is voorzien met een vlakke laadvloer en die voldoet aan de in de wet opgenomen verdere voorwaarden ter zake van de afmetingen van de laadruimte en cabine.
- Motorrijwiel: motorrijtuig op twee wielen en een motorrijtuig op twee wielen verbonden met een zijspanwagen. Een bromfiets valt niet onder deze definitie.

Een onderdeel van de wet, die bepaalt dat ook over tweedehands geïmporteerde auto’s BPM wordt berekend, is de BPM-afschrijvingstabel voor import-auto’s. Men kan ervoor kiezen om voor de waarde-bepaling van het voertuig gebruik te maken van deze forfaitaire tabel. Als basis voor de afschrijving geldt echter de werkelijk waarde. Die kan men bepalen aan de hand van bijvoorbeeld een in de handel gebruikelijke koerslijst of een taxatierapport.

## Belastingplichtige
Als het voertuig geregistreerd is, dan is de belastingplichtige de persoon op wiens naam het kenteken is geregistreerd. In geval van niet-geregistreerde personenauto's, motorrijwielen of bestelauto's, wordt de belasting geheven van degene die het motorrijtuig feitelijk ter beschikking heeft.

## Tarieven

### 1992-2009
Per 1-1-1992 golden de volgende tarieven:
- Personenauto of bestelauto:
  - 45,2% van de netto catalogusprijs verminderd met €1540, dan wel in geval van een compressieontsteking (dieselmotor) vermeerderd met €328. Ingeval de personen-/bestelauto een emissie heeft van 5 mg deeltjes per km of minder, wordt de belasting verminderd met €600.
- Motorrijwiel:
  - 10,2% als de netto catalogusprijs niet meer dan €2133 bedraagt;
  - 20,7% als de netto catalogusprijs meer is dan €2133, verminderd met €224.

M.i.v. 1-2-2008 werden de tarieven voor personenauto's en bestelauto's jaarlijks wat verlaagd, toentertijd bedoeld ter voorbereiding op de invoering van een kilometerbeprijzing.
- Per 1-2-2008: 42,3% van de netto catalogusprijs verminderd met €1442, dan wel in geval van een compressieontsteking (dieselmotor) vermeerderd met €307.
- Per 1-1-2009: 40,0% van de netto catalogusprijs verminderd met €1288, dan wel in geval van een compressieontsteking (dieselmotor) vermeerderd met €366.

In de periode 2007-2009 was de BPM mede afhankelijk van het energielabel: hoe lager het brandstofverbruik hoe lager de BPM. Dit energielabel geeft vooral de relatieve zuinigheid aan (in vergelijking met andere auto's van deze grootte). Sinds 2010 speelt het energielabel voor de BPM geen rol meer. Door de ombouw naar een heffing op basis van de CO2-uitstoot wordt namelijk geheven op basis van absolute in plaats van relatieve uitstoot.
In 2008 is kortstondig een roetuitstoot-toeslag geheven voor dieselauto's. Per 1 april 2008 werd de fijnstofheffing op de BPM geïntroduceerd met het doel om de aankoop van dieselauto's met roetfilter te stimuleren. Deze heffing bleek echter in strijd met de eerder gemaakte afspraken, aldus het hoger beroep dat de BOVAG en RAI instelden tegen de regeling. De heffing werd in november 2008 afgeschaft.
Tussen 1 februari 2008 en 31 december 2009 was er een 'slurptaks' voor zeer onzuinige voertuigen.

### 2010-2013
In 2010 is een ombouwoperatie gestart met het doel om vanaf 2013 de gehele BPM te heffen op basis van de CO2-uitstoot. Van 2010 tot 2013 bestond de BPM uit een vast percentage van de catalogusprijs van het voertuig en een op de uitstoot gebaseerde CO2-heffing.
| Jaar | BPM                 |
| ---- | ------------------- |
| 2010 | 27,4% + CO2-heffing |
| 2011 | 19,0% + CO2-heffing |
| 2012 | 11,1% + CO2-heffing |
| 2013 | 0,0% + CO2-heffing  |

Voor de CO2-heffing in 2010 werd de volgende tabel gehanteerd voor benzine, aardgas- en lpg-auto's:
| CO2-uitstoot | heffing in €/gram |
| ------------ | ----------------- |
| 0-110 g/km   | 000               |
| 110-180 g/km | 034               |
| 180-270 g/km | 126               |
| >270 g/km    | 288               |

De CO2-heffing voor een auto met een uitstoot van 150 gram was (150 − 110) × €34 = €1360. Voor een auto met een uitstoot van 300 gram is de berekening als volgt: [(180 − 110) × €34] + [(270 − 180) × €126] + [(300 − 270) × €288] = €22.360. Bij deze berekening is het deel dat gebaseerd was op de cataloguswaarde niet meegenomen.

### 2013 en verder
Vanaf 1 januari 2013 wordt de BPM voor personenwagens volledig berekend op basis van de CO2-uitstoot. Hoe minder fossiele brandstoffen worden verbruikt, des te minder aankoopbelasting wordt betaald.
| CO2-uitstoot | heffing in €/gram |
| ------------ | ----------------- |
| 0-95 g/km    | 0                 |
| 95-140 g/km  | 125               |
| 140-208 g/km | 148               |
| 208-229 g/km | 276               |
| >229 g/km    | 551               |

Jaarlijks worden de CO2-schijfgrenzen aangepast. Aanvankelijk waren er verschillende tabellen voor benzineauto's en dieselauto's, maar de schijfgrenzen zijn naar elkaar toegegroeid en sinds 2015 is er één tabel. Voor plug-inhybrides geldt sinds 2017 een aparte tabel.
Van 2010 t/m 2015 waren auto's met minder uitstoot dan de eerste schijf vrijgesteld. Dit betrof niet alleen elektrische auto's en waterstofauto's maar ook zeer zuinige benzine- en dieselauto's waaronder hybride auto's en plug-inhybrides. Vanaf 2016 geldt alleen nog een vrijstelling voor auto's met zogenoemde nulemissie (elektrische auto's en waterstofauto's).

## NEDC en WLTP
Voor de berekening van de BPM is het noodzakelijk een goed beeld te hebben van de CO2-uitstoot. Hiervoor werd lange tijd de NEDC-methode gebruikt. Ervaring leerde dat de resultaten van deze laboratoriumtest steeds grotere afwijkingen gingen vertonen met het verbruik en de emissies in de praktijk. In 2010 kwam het TNO al tot de conclusie dat bij een gemiddelde normwaarde van 160 g/km de uitstoot in de praktijk rond de 190 g/km ligt (19% meer) en bij een normwaarde van 100 g/km de gemiddelde praktijkwaarde rond de 140 g/km ligt (40% meer).
Om dit verschil kleiner te maken is een nieuwe testmethode ontwikkeld die nauwer aansluit bij de realiteit, de WLTP of Worldwide Harmonised Light Vehicle Test Procedurede. Het is nog steeds een laboratoriumtest om de mogelijkheid om auto’s onderling te vergelijken te behouden. Volgens een inventarisatie van TNO komt de CO2-uitstoot berekend op basis van de WLTP gemiddeld 10% + 15 g/km hoger uit dan op basis van NEDC. Vanwege dit verschil zijn de tarieven en CO2-schijfgrenzen zo aangepast, ceteris paribus, dat de overheid ongeveer gelijke BPM-inkomsten krijgt onder beide testmethoden.
In Nederland is de WLTP op 1 september 2017 ingegaan voor alle nieuwe automodellen en voor bestaande modellen geldt deze verplichting vanaf 1 september 2018. Vanaf 1 juli 2020 wordt de BPM vastgesteld op basis van de uitkomsten van de nieuwe testmethode. Van september 2017 tot juli 2020 is er een overgangsfase, waarbij de WLTP-waarde wordt omgerekend naar een NEDC-waarde op basis waarvan de BPM wordt vastgesteld.

## BPM inkomsten overheid
De BPM levert de overheid inkomsten op. Het is een van de vier inkomstenbronnen die nauw gerelateerd zijn aan het autobezit in Nederland. De andere drie zijn brandstofaccijns, motorrijtuigenbelasting en de bijtelling van de auto bij de inkomsten- en/of loonbelasting. De BPM levert van de vier het minste op. De BPM opbrengst is gerelateerd aan het aantal nieuw verkochte voertuigen in een jaar, de CO2-uitstoot en de cataloguswaarde (bij bedrijfswagens).
| Jaar | BPM inkomsten(×€ miljoen) | Verkoop nieuwe personenwagens (×1000) | Gemiddelde CO2-uitstoot nieuwe auto's (g/km) |
| ---- | ------------------------- | ------------------------------------- | -------------------------------------------- |
| 2012 | 1500                      | 502,8                                 | 119                                          |
| 2013 | 1159                      | 416,8                                 | 110                                          |
| 2014 | 1121                      | 387,6                                 | 108                                          |
| 2015 | 1462                      | 448,9                                 | 102                                          |
| 2016 | 1551                      | 382,8                                 | 107                                          |
| 2017 | 2000                      | 414,5                                 | 112                                          |
| 2018 | 2270                      | 443,5                                 | 106                                          |
| 2019 | 2347                      | 445,2                                 | 100                                          |
| 2020 | 1501                      | 355,4                                 | 92 (WLTP)                                    |
| 2021 | 1489                      | 322,3                                 | 97 (WLTP)                                    |
| 2022 | 1477                      | 312,3                                 | 88 (WLTP)                                    |
| 2023 | 1425                      | 369,8                                 | 75 (WLTP)                                    |

Volgens de RAI was in 2023 de gemiddelde BPM voor een benzineauto, inclusief hybride, € 4309 of 11% van de catalogusprijs (2018: € 4471 resp. 15%) en voor auto's met een dieselmotor lag dit op € 11.675 of 14% van de catalogusprijs (2018: € 8876 resp. 19%). Op elektrische auto's is geen BPM verschuldigd.